# Nevidljiva ruka
Nevidljiva ruka je ekonomska metafora koja predočava kako djelovanjem pojedinaca u vlastitom interesu nastaje nenamjeravana općedruštvena korist. 
Prema logici nevidljive ruke, pojedinci se vode isključivo svojim osobnim interesima, promičući time i javni interes ne znajući pritom da to čine, i promiču ga bolje nego kada bi to zaista namjeravali.:str. 93
Ovu zamisao prvi je 1759. godine predstavio Adam Smith u knjizi Teorija moralnih osjećaja. Prema Smithu, iza nevidljive ruke stoji upravo Božja providnost, tj. ruka Božja.
U kontekstu tržišta nevidljiva ruka označava tržišni pritisak, odnosno "višu silu" koja sama po sebi ispravlja tržište (umjesto države) te usmjerava poduzetnike prema onim proizvodima i uslugama koje društvo potražuje, što u konačnici vodi do boljitka društva u cjelini.
Takva osnovna zamisao tržišta, koja čini temelj liberalnoga viđenja društva, ostavlja otvorenima mnoga pitanja: o ulozi države u samoj uspostavi i održavanju takva sustava, o uporabi sile u svezi s poštovanjem tržišnih pravila, te o tome je li moguće i racionalno prepustiti djelovanja od općega interesa, koja po značaju i opsegu nadilaze obzore i interese pojedinaca, njihovim slobodnim poticajima i odlučivanju.